# 尾崎裕
尾崎 裕（おざき ひろし、1950年（昭和25年）3月11日 - ）は、日本の実業家。大阪ガス相談役。

## 来歴・人物
兵庫県宝塚市出身。大阪府立北野高等学校を経て、東京大学工学部卒業後、1972年大阪ガス入社。企画部国際室長、原料部長、取締役を経て、2005年に常務取締役。2008年4月に体調不良で辞任した芝野博文（2009年死去）の後任として代表取締役社長を務める。2011年6月23日より朝日放送取締役も務めている。2013年6月より、日本ガス協会会長に就任。2015年4月1日付で代表取締役会長に就任（後任は本荘武宏）。
2015年11月20日に死去した佐藤茂雄（京阪電気鉄道最高顧問）の後任として大阪商工会議所会頭を務める。2025日本万国博覧会誘致委員会副会長。2017年6月15日付で山口昌紀（近鉄グループホールディングス相談役。2017年12月死去）の後任として文楽協会理事長に就任。同協会から近畿日本鉄道社長経験者以外からの理事長輩出は50余年ぶりの事である。2021年6月、大阪ガス相談役。
2023年秋の叙勲に於いて旭日大綬章を受章した。